# غلوجة إسلام
غلوجة إسلام هي قرية في مقاطعة ميانة، إيران. عدد سكان هذه القرية هو 113 في سنة 2006.